# Buttiglione diventa capo del servizio segreto
Pour plus de détails, voir Fiche technique et Distribution.
Buttiglione diventa capo del servizio segreto est une comédie militaire réalisée par Mino Guerrini et sortie en 1975.
C'est la suite de Vive la quille (Il colonnello Buttiglione diventa generale) sorti l'année précédente du même réalisateur et avec le même Jacques Dufilho. Un autre film suivra en 1977, Le Kolonel pédale dans la choucroute.

## Synopsis
Le général Rambaldo Buttiglione, tué dans l'explosion de son gâteau d'anniversaire à la fin du film précédent, est reconstitué par le Centre de recherche militaire et, grâce à son inaptitude qui le rend totalement insoupçonnable, il est nommé chef du petit groupe chargé de l'opération d'espionnage dont le nom de code est « L'œil du lynx ». Il s'agit de localiser l'agent ennemi « Dollar », avec l'aide du sergent Mastino et du caporal De Martino, ainsi que de l'agent allemand Von Schultz. Le groupe mène l'opération de Genève à Hambourg et Rome. Malgré la malchance, les contretemps et les incapacités, Buttiglione et ses hommes retrouvent Dollaro sous les traits de leur supérieur, le général Latanica. Latanica, alias le Chinois Lau-Tan-Ka. Au terme de ce glorieux exploit, ils trinqueront avec du champagne au cyanure.

## Fiche technique
- Titre original italien : Buttiglione diventa capo del servizio segreto[1]
- Réalisation : Mino Guerrini
- Scenario : Castellano et Pipolo
- Photographie :	Joe D'Amato (sous son vrai nom d'« Aristide Massaccesi »)
- Montage : Antonio Siciliano (it)
- Musique : Lallo Gori
- Décors : Giovanni Natalucci (it)
- Société de production : Coralta
- Pays de production :  Italie
- Langue originale : italien
- Format : couleurs - Son mono
- Durée : 100 minutes
- Genre : Comédie militaire
- Dates de sortie :
  - Italie : 20 août 1975

## Distribution
- Jacques Dufilho : Colonel Rambaldo Buttiglione
- Gianni Cavina : Sergent Hound
- Franco Diogene : Lieutenant Parisi
- Gianni Agus : Général La Tanica
- Raf Luca : Caporal De Martino
- Henning Schlüter :
- Giorgio Trestini Homme de la Vénétie